# Candidatura luso-espanhola à Copa do Mundo FIFA de 2018

Logótipo da Candidatura

Portugal e Espanha apresentaram uma candidatura conjunta à organização do Campeonato do Mundo de Futebol de 2018 ou 2022. A iniciativa partiu do Presidente da Federação Portuguesa de Futebol Gilberto Madaíl e contou com aceitação por parte do Presidente da Real Federação Espanhola de Futebol, Ángel María Villar. Espanha já organizou o Campeonato do Mundo de 1982, enquanto Portugal tinha organizado mais recentemente o Euro 2004.

A candidatura ibérica era vista como uma das favoritas, uma vez que um grande número de delegados da FIFA é natural de países latino-americanos, países esses que possuem grande afinidade histórica e cultural com Portugal e Espanha, por serem quase todos ex-colónias.

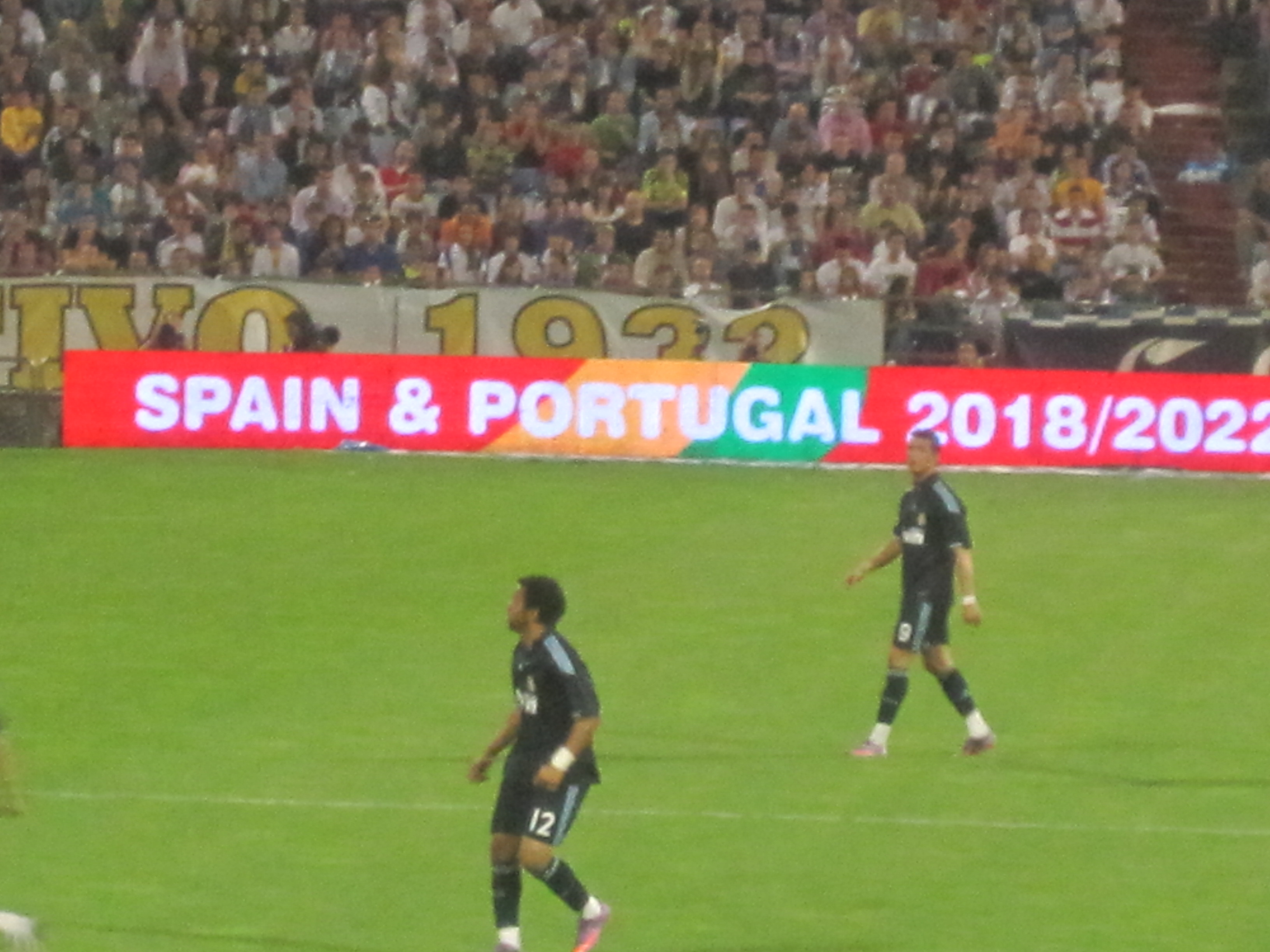
Publicidade alusiva à candidatura luso-espanhola

No entanto, em 2 de dezembro de 2010, após decisão do Comitê Executivo da FIFA anunciada na sede da organização em Zurique, a candidatura ibérica perdeu para a Rússia o direito de sediar a Copa do Mundo de 2018; no último turno da votação, Espanha/Portugal conseguiram 7 votos contra os 13 da Rússia. Tendo em vista o desejo da FIFA de globalizar a Copa do Mundo, com a vitória russa, todas as candidaturas europeias para a edição de 2022 desse evento futebolístico foram eliminadas, permitindo a eleição inédita do Catar, que será o primeiro país árabe a sediar uma Copa do Mundo.

## Cidades Candidatas

### Portugal
| Cidade     | Estádio                              | Clube                  | Capacidade    | Notas             | Imagens |
| ---------- | ------------------------------------ | ---------------------- | ------------- | ----------------- | ------- |
| Lisboa     | Estádio da Luz Estádio José Alvalade | SL Benfica Sporting CP | 65.000 50.000 |                   |         |
| Porto      | Estádio do Dragão                    | FC Porto               | 50.000        |                   |         |
| Braga      | Estádio Municipal de Braga           | SC Braga               | 30.000        | Expansão proposta |         |
| Faro-Loulé | Estádio Algarve                      | Farense                | 30.000        | Expansão proposta |         |

### Espanha
| Cidade        | Estádio                                      | Clube                       | Capacidade    | Notas                 |
| ------------- | -------------------------------------------- | --------------------------- | ------------- | --------------------- |
| Corunha       | Riazor                                       | Dep. Coruña                 | 35,000        | Expansão proposta     |
| Alicante      | Nuevo Rico Pérez                             | Hércules CF                 | 30,000        | Estádio proposto      |
| Badajoz       | Nuevo Vivero                                 | CD Badajoz                  | 45,000        | Estádio proposto      |
| Barcelona     | Camp Nou Montjuic                            | FC Barcelona                | 98,700 56,000 |                       |
| Bilbao        | Novo San Mamés                               | Athletic Bilbao             | 55,000        | Em construção         |
| Gijón         | El Molinón                                   | Real Sporting de Gijón      | 30,000        | Remodelação proposta  |
| Madrid        | Santiago Bernabéu Estadio Olímpico de Madrid | Real Madrid Atlético Madrid | 80,000 70,000 | Renovação proposta    |
| Málaga        | Estádio La Rosaleda                          | Málaga CF                   | 35,000        |                       |
| Múrcia        | Nueva Condomina                              | Real Murcia                 | 33,000        |                       |
| São Sebastião | Estádio Anoeta                               | Real Sociedad               | 32,000        | Reconstrução proposta |
| Santander     | Estádio El Sardinero                         | Racing Santander            | 22,000        | Reconstrução proposta |
| Sevilha       | La Cartuja                                   | Espanha (alguns jogos)      | 60,000        |                       |
| Valência      | Nou Mestalla                                 | Valencia CF                 | 75,000        | Em construção         |
| Valladolid    | Estadio José Zorrilla                        | Real Valladolid             | 40,000        | Expansão proposta     |
| Vigo          | Estádio Balaídos                             | Celta de Vigo               | 42,381        | Reconstrução Proposta |
| Saragoça      | Novo Estadio de San José                     | Real Zaragoza               | 40,000        | Estádio Proposto      |